# Arnold von Siemens
Arnold von Siemens (Berlijn, 13 november 1853 – aldaar, 29 april 1918) was een Duits industrieel, mede-eigenaar van Siemens & Halske en politicus.
Siemens was de oudste zoon van grootindustrieel Werner von Siemens (1816-1892) en zijn eerste echtgenote Mathilde Drumann (1824-1865). Samen met zijn broer Wilhelm von Siemens kreeg hij in 1879 van zijn vader de leiding over een Weens filiaal. Op 10 november 1884 huwde hij in Berlijn Ellen von Helmholtz (1864-1941), de dochter van de bekende fysicus Hermann von Helmholtz, hoogleraar natuurkunde aan de Humboldtuniversiteit te Berlijn. Uit het huwelijk werden vijf kinderen geboren.
Na het terugtreden van zijn vader namen de broers, samen met hun oom Carl von Siemens, op 1 januari 1890 de gehele leiding over van de Siemens & Halske. Het bedrijf werd hierbij omgevormd tot een commanditaire vennootschap; in 1897 in een naamloze vennootschap, Siemens & Halske AG. In 1904 werd Arnold voorzitter van de raad van commissarissen. Arnold zette het sociale bedrijfsbeleid van zijn vader voort. In een periode van industrialisatie was het voeren van een sociaal en menselijk beleid een van zijn voornaamste bezigheden. In 1904 richtte hij een arbeidsinspectie op en in 1908 een bedrijfsziekenfonds. In 1908 trok hij de aandacht door de invoering van betaald verlof. Arnold von Siemens overleed in 1918.